# Hillsong United
Hillsong United es una banda australiana del género Pop Rock, música cristiana, con influencias del Post-rock y es parte del ministerio de jóvenes de la Iglesia Hillsong.

## Historia
La banda se formó a partir de un grupo de amigos dentro del Ministerio de Jóvenes de la iglesia Hillsong, originalmente llamado "Powerhouse Youth", dirigido por muchos años por Donna Crouch. La banda tocaba en los encuentros de jóvenes de Powerhouse, y su música se cantaba en la Iglesia Hillsong y en otros ministerios de música. Algunas veces, estos miembros contribuían con el grupo y sus álbumes (Darlene Zschech estaba en el grupo de jóvenes antes de entrar en la iglesia Hillsong). El Dr. Mark Evans declaró en su tesis, "Una banda juvenil se formó en el grupo musical de Hillsong, la cual tomó lo que estaba pasando en la iglesia musicalmente y lo tocó fuerte y en rock, apelando directamente a una joven demografía". 
Steve McPherson, Deb Ezzy y Donia Makedonez fueron significantes miembros. Powerhouse creció y fue dividido en dos grupos de jóvenes, 'powerhouse' (de 18 a 25 años de edad) y 'Wildlife' (de 12 a 16 años). Reuben Morgan, asistido por Marcus Beaumont y Tanya Riches fueron colocados en la banda de Powerhouse, con el antiguo ganador del concurso del Canal 5 Leg-Up 'Able' Band Boys, Joel Houston y Marty Sampson a cargo de Wildlife, mientras Luke Munnz era el baterista principal, y Michael Guy Chislett el guitarrista principal. En el verano de 1997, el nuevo equipo hizo un gran impacto en el Campamento de verano de su ministerio de jóvenes. Luego de venir del campamento, los ministerios de jóvenes de la iglesia Hillsong se unieron en uno solo, y las noches comenzaron a llamarse Noches "UNITED".
La canción de Martin Smith 'Did You Feel the Mountains Tremble', fue la canción tema del campamento. Reuben Morgan escribió 'My Redeemer Lives',  junto con otras canciones escritas en el álbum 'By Your Side'.
Darlene Zschech sugirió a Reuben que hicieran un álbum en el año 1998, después de muchas canciones que fueron escritas en el ministerio de jóvenes, y el EP 'One' fue grabado. El álbum fue presentado con el álbum anual de Hillsong, y los dos juntos consiguieron disco de oro en Australia. 'Everyday' fue grabado en 1999. La banda continuó liberando un álbum cada año, renombrándose como Hillsong United en 2002 luego de que Reuben Morgan dimitiera como colíder de la banda. Joel Houston, el mayor hijo del pastor Brian Houston, accedió a liderar el grupo junto con Marty.
Entre los actuales miembros de la banda se encuentran Jonathon Douglass (J.D.), Jadwin "Jad" Gillies, Holly Watson, Annie Garratt, Bec Gillies, y Michelle Fragar, hija de Russell Fragar. Michael Guy Chislett toca la guitarra y Matthew Tennikoff toca el bajo. El original baterista Luke Munnz se trasladó a la banda LUKAS. La artista de Nueva Zelanda, Brooke Fraser recientemente se unió a la banda cuando ella se unió a la iglesia, haciendo su primera aparición en el álbum United We Stand.
El anual Hillsong United CD/DVD fue grabado durante muchos años en la conferencia de jóvenes de octubre Encounterfest, siendo el álbum lanzado en el primer cuarto del siguiente año. El álbum del 2007 All of the above, fue el primer álbum en ser completamente grabado en un estudio, conteniendo videos de canciones en el DVD. La banda ha estado en muchos lugares, llevando la alabanza a numerosas naciones en América, Europa, Asia y África.
Desde su matrimonio con Michelle, Marty Sampson ha pasado de United a la banda Hillsong principal. Brooke Fraser, que ha sustituido a él como uno de los líderes principales de culto United, ahora está liderando como uno de los principales líderes de la alabanza junto a Darlene y Reuben.
A menudo se lleva el culto en la iglesia y ha continuado su fuerte contribución de los nuevos álbumes de Hillsong. Se ha mantenido trabajando en su oficio de escribir canciones. También ayuda con el culto en las playas del Norte, un servicio de extensión Hillsong.
Sampson lanzó recientemente un álbum como solista titulado "Let Love Rule."
Él contribuyó con dos canciones más en United, 'Devotion' (que escribió y cantó en el álbum) y 'Saviour King' (que escribió con Mia Fieldes), antes de que él oficialmente saliera. Estas canciones se encuentran en el álbum All of the above.  Los miembros actuales de la banda Hillsong United incluyen a Joel Houston, Jonathon Douglass (JD), Jadwin "Jad" Gillies, Matt Crocker, Taya Smith, Dylan Thomas (guitarra rítmica), Timon Klein (guitarra principal), Peter James y Benjamin Tennikoff. (en los teclados), Adam Crosariol (en el bajo) y Simon Kobler (en la batería).

### Inicios, Spirit And Truth, Show Your Glory (1988-1992).
En 1988 nace Hillsong Music, dirigida por Geoff Bullock y Darlene Zschech, quienes grabaron su primer álbum Spirit and Truth el cual tuvo una gran influencia en Australia, dos años más tarde, aparece Show Your Glory, que es comercializado internacionalmente, con lo que la banda gana bastante popularidad.

### The Power Of Your Love(1992).
En 1992, graban su primer álbum de la serie LIVE, The Power Of Your Love, Y desde entonces, han grabado 21 álbumes en esta serie.
El álbum contó con 16 canciones, la mayoría compuestas por Geoff Bullock, quien también produjo el álbum junto a Rusell Fragar y Darlne Zschech.

### Stone's Been Rolled Away (1993)
En 1993, graban su segundo álbum en vivo, y es el primero en salir en video, casete, CD, y cancionero, producido por el mismo equipo que su álbum anterior.

### People Just Like Us (1994)
En 1994, lanzan "People Just Like Us" producido por Fragar, Zscech, y Bullcok, tercer álbum en vivo y con el que consiguen gran reconocimiento mundial. Grabado en el Sídney Enterntainment Center en Sídney, Incluye la canción de adoración moderna más famosa de finales del siglo XX, y que aun es cantada en muchos lugares del mundo y en diferente idiomas, compuesta por Darlene Zschech "Shout To The Lord".

### Friends In High Places (1995)
Grabado en el Hills Centre, con canciones compuestas por Geoff Bullcok, Russel Fragar y Darlene Zschech, en total 15, es el último álbum que tiene aparición de Geoff Bullcok, antes de dejar la banda el siguiente año. Seguí la línea de un estilo muy clásico de alabanza y adoración, combinada con ciertos toques modernos.
En 1999, se graba el primer trabajo de UNITED, creada por Reuben Morgan y Marty Sampson, el disco Everyday fue lanzado con gran éxito, desde entonces, es común que alguna de las canciones de United, se grabada nuevamente en un disco de LIVE.
En 2008, Darlene Zschech, es reemplazada en la dirección de la banda por Reuben Morgan, y se graba el disco LIVE This Is Our God, que es una de los que cuenta con mayor número de cantantes.

### 2008
El 18 de julio de 2008, Hillsong United participó en un festival musical ecuménico, organizado por la Iglesia católica, llamado la "Jornada Mundial de la Juventud" o  'World Youth Day' . El concierto de carácter evangélico, llevó el nombre de "Receive the Power" (Recibe el poder), y se realizó en Sídney, Australia.

### 2012
Después del lanzamiento de su álbum en vivo Live In Miami, Hillsong United anunció que van a hacer un proyecto conjunto nuevo, que se publicará a principios de 2013.
El 9 de noviembre, el sitio web de música cristiana "Louder Than The Music", anunció el lanzamiento del álbum, y confirmó que se llamará "Zión".

## Miembros

### Miembros actuales
- Guitarras Acústicas y Vocalistas: Joel Houston, Matt Crocker, Jad Gillies

- Guitarras Eléctricas: Michael Guy Chislett, Dylan Thomas, Jad Gillies

- Bajo: Jihea Oh

- Batería: Dan McMurray

- Piano: Benjamin Tennikoff

- Vocalistas: Jonathon Douglass

### Miembros antiguos
- Guitarras Acústicas y Vocalistas: Marty Sampson, Brooke Fraser, Reuben Morgan .

- Guitarras Eléctricas: Timon Klein, Joel Hingston, Marcus Beaumont, Nathan Taylor

- Bajo: Matt Tennikoff, Adam Crosariol

- Batería: Brandon Gillies, Gabriel Kelly, Rolf Wam Fjell, Luke Munns, Simon Kobler

- Piano: Peter James, Kevin Lee, Peter King

- Vocalistas: Tulele Faletolu, Annie Garratt, David Ware, Sam Knock, Holly Dawson, Michelle Fragar, Taya Smith, Benjamin Hastings

## The I HEART Revolution
Hillsong United nunca se dispuso a hacer películas o construir a una comunidad en línea, pero respondió a la inspiración que experimentaron cuándo viajaron por el mundo y en especial fue de Joel Houston la idea cuando presentaron su concierto en Bogotá, Colombia en noviembre del 2010. A medida que la banda vio extrema pobreza de primera mano y las injusticias se asociaron con ella, sugirieron, “si el culto dentro de las cuatro paredes de una Iglesia no está teniendo ningún afecto en las calles viajadas para lograr llegar, entonces tal vez (como de
cristianos) entendemos mal.” I- HEART es la respuesta para esto y desde entonces ha evolucionado en un movimiento social de justicia.

## Discografía

### Álbumes en vivo
- 1999: Everyday
- 2000: Best Friend
- 2001: King of Majesty
- 2002: To the Ends of the Earth

- 2004: More Than Life
- 2005: Look to You
- 2006: United We Stand
- 2008: The I Heart Revolution: With Hearts as One
- 2009: Across the Earth
- 2012: Aftermath: Live in Miami
- 2013:  Zion (Acoustic Sessions)
- 2019: People
- 2022: Are we there yet?

### Álbumes de estudio
- 2007: All of the Above
- 2011: Aftermath
- 2013: Zion
- 2015: Empires
- 2016: Of Dirt and Grace (Live From the Land)
- 2017: Wonder

### Álbum Remix
- 1998: One
- 2007: In a Valley by the Sea
- 2013: Oceans
- 2014: The White Album

### Álbumes en español
- 2006: Unidos Permanecemos
- 2019:  People - En Español (EP)

### DVD
- 2004: For All You've Done (bonus DVD con álbum)
- 2004: More Than Life (bonus DVD con álbum)
- 2005: Look to You (bonus DVD con álbum)
- 2006: United We Stand (bonus DVD con álbum)
- 2007: All of the Above (bonus DVD con álbum)
- 2008: The I Heart Revolution: With Hearts as One
- 2009: The I Heart Revolution: We're All In This Together
- 2012: Aftermath: Live in Miami
- 2009: THIS IS OUR GOD

### Tours
- 2007: Hillsong United 2007 Tour
- 2009: Across The Earth Spring Tour 2009
- 2010: Across The Earth Europe Tour 2010
- 2011: Welcome to the Aftermath Tour
- 2013: Welcome Zion Tour 2013
- 2016: Empires Tour
- 2018: The X Tour (ft Young & Free)
- 2021: The People Tour: Live from Madison Square Garden

### Películas
- 2015: Hillsong: Let Hope Rise

## Sucesos y logros
El álbum de Hillsong United del 2006 United We Stand fue el álbum más vendido en las tiendas cristianas de Canadá. El álbum All of the Above fue lanzado el 17 de marzo de 2007 en Australia, donde debutó como el #6 en el ARIA Charts. En los Estados Unidos, el álbum fue lanzado el 22 de mayo de 2007, vendiendo 10505 unidades en la primera semana. Debutó #1 en el Billboard Top Christian/Gospel Albums chart, 1 en iTunes en venta de álbumes cristianos y 60 en el Billboard 200. El primer sencillo liberado del álbum All of the Above, 'Point of Difference' fue un hit en las radios cristianas australianas.